# Сиера
 Тази статия е за окръга в Съединените щати.  За модела автомобили вижте Форд Сиера.  
Сиера (на английски: Sierra) е окръг в Калифорния, Съединените американски щати.
Окръжният му център е населеното място Даунивил (Downieville).

## География
Общата площ на Окръг Сиера е 2491 кв. км. (962 кв. мили).

## Население
Окръг Сиера е с население от 3555 души (2000). Единственият град в окръга е Лоялтън.